# بيتر روبرت سوندرز
بيتر روبرت سوندرز (بالإنجليزية: Peter Robert Saunders)‏ هو عالم اجتماع أسترالي وبريطاني، ولد في 30 أغسطس 1950 في لندن في المملكة المتحدة.